# Physcia rolandii
Physcia rolandii är en lavart som beskrevs av Elix. Physcia rolandii ingår i släktet Physcia och familjen Physciaceae.   Inga underarter finns listade i Catalogue of Life.